# Costaricaanse dwerguil
De Costaricaanse dwerguil (Glaucidium costaricanum) is een vogel uit de familie van de uilen.

## Verspreiding en leefgebied
Deze soort komt voor in de bergen van Costa Rica en Panama.